# Stupid Little Things
Stupid Little Things – singel amerykańskiej wokalistki Anastacii promujący jej szósty album studyjny Resurrection.
Utwór wyprodukowali Louis Biancaniello, Michael Biancaniello oraz Sam Watters. Producenci zostali także autorami tekstu piosenki, który stworzyli przy współpracy z Courtney Harrell oraz samą wokalistką. Za mastering singla odpowiadała Patricia Sullivan.
W recenzji portalu muzycznego directlyrics.com utwór nazwano „doskonałym” i ogłoszono go najlepszą piosenką wokalistki od momentu wydania singla „Left Outside Alone”. Portal popjustice.com przyznał utworowi osiem punktów w dziesięciopunktowej skali. 
Do utworu nakręcono teledysk, który opublikowano 21 marca 2014 roku na portalu YouTube. 
Singel uzyskał status złotej płyty we Włoszech za sprzedaż ponad 15 000 egzemplarzy. 

## Listy utworów i formaty singla
| CD single, Digital download 1. „Stupid Little Things” – 3:55 2. „Stupid Little Things” (Radio Edit) – 3:31 3. „Stupid Little Things” (Instrumental) – 3:55 4. „Dark White Girl” – 3:23 |  | Promo 1. „Stupid Little Things” (Album Version) – 3:55 2. „Stupid Little Things” (Radio Edit) – 3:31 |

## Notowania na listach sprzedaży
| Kraj       | Lista           | Najwyższa pozycja |
| ---------- | --------------- | ----------------- |
| Austria    | Singles Top 75  | 45                |
| Francja    | Top 100 Singles | 115               |
| Włochy     | Top 20 Singles  | 20                |
| Szwajcaria | Singles Top 75  | 23                |
| Hiszpania  | Top 50 Singles  | 26                |